# Tryout (Musical)
Die Ausdrücke Tryout (und Preview) bezeichnen die beiden Phasen der spezifischen Voraufführungen von Broadway-Musicals vor der eigentlichen Premiere, die das finanzielle Risiko der Produktion verringern sollen. Als einer der ersten praktizierte der Regisseur George Cukor dieses Verfahren. – Voraufführungen an einem anderen Ort waren allerdings schon in Europa am Ende des 19. Jahrhunderts üblich, etwa bei Operetten-Produktionen im Austausch zwischen Berlin, Wien und Prag.
Weil der Erfolg einer Produktion zum Wesentlichen von ihrer Premiere abhing, nicht zuletzt, weil die Theaterkritik erheblichen Einfluss auf den Besuch der Aufführungen hatte, war es in der „klassischen“ Zeit der Broadway-Shows üblich, eine Einstudierung nach den Proben (rehearsals) in einer Reihe öffentlicher Tryout-Vorstellungen außerhalb New Yorks, etwa in Boston oder San Francisco, zu zeigen und aufgrund der Publikumsreaktionen Änderungen und Verbesserungen vorzunehmen. Nach dieser Phase zog die Produktion in das Theater um, in dem die Premiere vorgesehen war, und das Ensemble gewöhnte sich mit einer Reihe von Preview-Aufführungen an den Ort der Premiere. – Erfolglose Produktionen wurden oft schon während der Tryouts aufgegeben.
Previews vor der eigentlichen Veröffentlichung sind auch bei anderen Medienprodukten, etwa bei Filmen, üblich.

## Weblink
- The Making of a Musical: Tryouts, Previews auf Musicals101.com  (englisch)